# Émile Durand (musicien)
Pour les articles homonymes, voir Émile Durand et Durand.
Émile Durand est un  musicien et compositeur français né à Saint-Brieuc le 16 février 1830 et mort à Neuilly-sur-Seine le 7 mai 1903.

## Biographie
Émile Durand naît à Saint-Brieuc (Côtes-d'Armor) où ses parents sont hôteliers. Son père, musicien amateur, l’éveille à la musique mais c’est à Montpellier, où la famille s’établit en 1842, qu'il s'initie au chant. En 1845, il s'inscrit au Conservatoire de Paris et y obtint en 1847, dans la classe de solfège d’Alkan, un premier prix ; en 1851, dans la classe d'harmonie de Bazin, un autre premier prix, et, en 1853, dans la classe de composition d'Halévy, le second grand prix de Rome. Dès 1850, avant même qu'il eût obtenu le premier prix d'harmonie, Auber lui avait confié la direction d'une classe de solfège qu'il conserva, comme titulaire, jusqu'en 1871. Il a été professeur de solfège du pianiste Louis Diémer et du compositeur Frédéric Bentayoux.
Professeur d'harmonie au conservatoire de Paris, il eut un élève peu ordinaire Claude Debussy qui n'obtint aucune récompense (1878). Il le jugea ainsi : « Debussy serait un excellent élève s'il était moins brouillon, moins léger ». Parmi ses autres élèves on compte Marius Lambert, auteur d'opérettes à succès.
En 1856, la chansonnette Le Biniou écrite par Hippolyte Guérin et mise en musique par Émile Durand rencontre un succès immédiat. Membre de diverses associations comme « Les Bretons de Paris » ou « La Pomme », il  participe  à leurs Dîners Celtiques, agapes culturelles et musicales. Attaché  à sa ville natale il y vint diriger ses Chants d’Armorique en 1889.
Il fréquentait Louis-Albert Bourgault-Ducoudray, Guy Ropartz et Louis Tiercelin du mouvement de la Renaissance bretonne.

## Vie privée
Émile Durand est le fils de Louis-Auguste Durand et de Zéphirine-Aimée-Pauline Vallée et l’époux de la pianiste Louise Boieldieu (petite-fille de François-Adrien Boieldieu). Le mariage eut lieu le 23 juillet 1857 à Paris à l'église Notre-Dame-de-Lorette.
Il est aussi le frère du sculpteur Ludovic Durand (1832-1905), lequel est père de Maxime Durand, consul de France.
Il est inhumé à Paris au cimetière de Montmartre (32e division), avec son épouse, ses fils Amédée Durand, (1860-1914), François Durand (1873-1933) et Gaston Durand (1864-1949), et d'autres membres de la famille dont Fanny Defourneaux, sa belle-mère.

## Œuvres

### Œuvres musicales
- L'Elixir de Cormelius, opéra-comique, 1868.
- L'Astronome de Pont-Neuf, pochade musicale en un acte, 1869.
- Sourires de Bretagne, fantaisie pour hautbois, violon et clarinette, 1888.
- Il a composé la musique d'une vingtaine de chansons interprétées par Théodore Botrel.

### Publications
Enseignant l’harmonie, il est l’auteur d’ouvrages pédagogiques.
- Émile Durand, Traité complet d'harmonie théorique et pratique, Paris, Alphonse Leduc, 1881 (BNF 42970475, lire en ligne).
- Traité d’accompagnement pratique au piano, 1884.
- Solfège élémentaire et progressif, théorique et pratique, 1884.
- Traité de composition musicale, 1899 (en ligne).
- Solfège mélodique.
- Traité de transposition au piano théorique et pratique.